# Flytjärnen (Ramsjö socken, Hälsingland)
Flytjärnen är en sjö i Ljusdals kommun i Hälsingland och ingår i Ljusnans huvudavrinningsområde.